# 新刊發明琴譜
《新刊發明琴譜》，古琴谱。明嘉靖十年黄龙山撰辑。

## 版本介绍
现存版本为北京图书馆藏，明刊本，二卷。

## 琴谱内容
琴谱中包含有卷前嘉靖九年庚寅黄氏自序，序后有上弦势，用指法等圖，左右手指法及谱目。卷内共收琴曲二十四曲。如《白雪》、《樵歌》、《昭君怨》、《潇湘水云》、《梅花三弄》等曲。